# João de Barros
João de Barros, född 1496 och död 20 oktober 1570, var en portugisisk historisk författare.
Barros var 1532–68 generalagent för Indien, och skildrade med fast övertygelse om sitt folks historiska mission den portugisiska expansionen i Asien under 1500-talets första hälft.